# Maurice Tornay (Missionar)

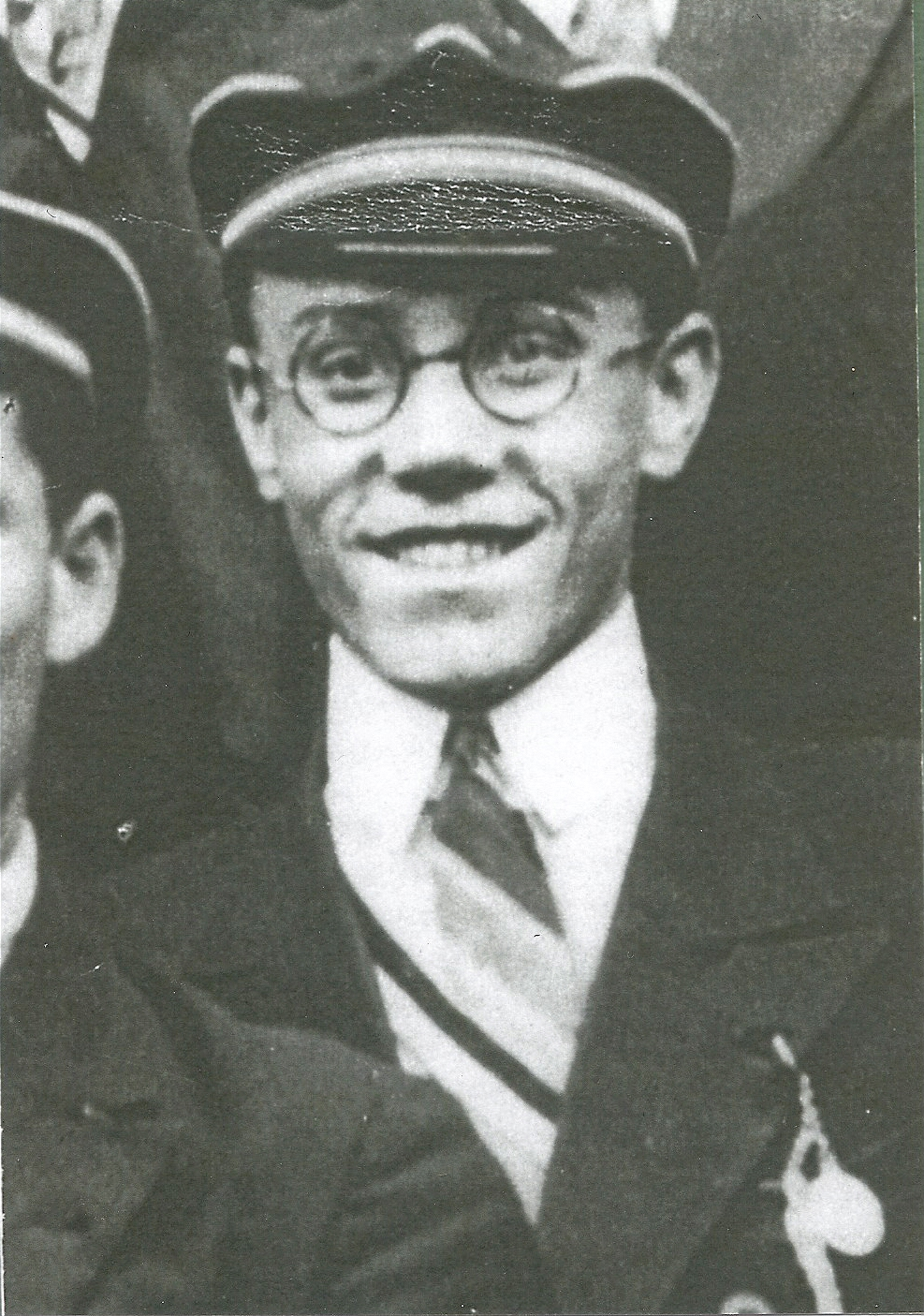
Maurice Tornay als Student

Maurice Tornay CRB (* 31. August 1910 in La Rosière, Gemeinde Orsières, Wallis; † 11. August 1949 am Choula-Pass in Sichuan, China) war ein Schweizer Augustiner-Chorherr in Tibet, der als Märtyrer seliggesprochen wurde.

## Biografie
Tornay studierte 1925 bis 1931 am Kollegium der Abtei Saint-Maurice, wurde 1931 Novize im Hospiz auf dem Grossen St. Bernhard und legte 1935 die Profess als Regularkanoniker ab. Er schloss sich einigen Mitbrüdern an, die aufgebrochen waren, um in Tibet ein Hospiz zu gründen und gelangte 1936 nach Yunnan. 1938 erhielt er im vietnamesischen Hanoi die Priesterweihe und leitete 1938 bis 1945 ein kleines Priesterseminar zur Ausbildung eines einheimischen Klerus. Im Juni 1945 wurde er Pfarrer in Yerkalo, der einzigen katholischen Missionsstation im unabhängigen Tibet, wurde aber von der tibetischen Geistlichkeit bereits im Januar 1946 wieder vertrieben.
Vergeblich suchte er Unterstützung bei den diplomatischen Vertretungen der westlichen Staaten in Nanjing und beim Apostolischen Nuntius, schliesslich fasste er mit Zustimmung seines Vorgesetzten, Erzbischof Antonio Riberi, den Entschluss, sein Anliegen vor dem Dalai Lama zu vertreten. Dazu schloss er sich im Juli 1949 einer Karawane nach Lhasa an, um bei der geistlichen Führung Tibets die Genehmigung für seine Rückkehr nach Yerkalo zu erhalten. Die Führung Tibets stand zu jenem Zeitpunkt unter Hochspannung, denn damals begannen die massiven Einschüchterungsversuche der kommunistischen Führung, welche schliesslich 1950 zum Einmarsch der chinesischen Volksbefreiungsarmee in Tibet gipfelten.
Tornay, der sich verkleidet hatte, wurde erkannt, festgenommen und sollte des Landes verwiesen werden. Am Choula-Pass an der chinesisch-tibetanischen Grenze versuchte er zu flüchten, wurde jedoch dabei zusammen mit seinem Diener von Tibetern erschossen. Der Leichnam von Maurice Tornay und der seines Dieners Doci wurden am 17. August 1949 im Garten der Mission in Atuntse beigesetzt, mehr als 40 Jahre später wurden seine Gebeine in seine frühere Pfarrei Yerkalo übertragen, wo heute die einzige katholische Kirche in Tibet steht (ganz Tibet zählt inzwischen rund 8000 Katholiken).
Am 16. Mai 1993 wurde Maurice Tornay von Papst Johannes Paul II. seliggesprochen.

## Verehrung
Der Gedenktag des Seligen ist der 12. August; viele Freunde des Seligen kommen jedes Jahr an diesem Tag nach La Rosière, dem Geburtsort des Seligen, um dort eine Messe zu seinem Gedenken zu feiern.
Im Jahr 2021 wurden ihm eine neue Kapelle und ein Raum, der an sein Leben erinnert, in der Kirche von Orsières gewidmet.